# ميك ميرفي
ميك ميرفي (بالإنجليزية: Mick Murphy)‏ (5 مايو 1977 بسلاو في المملكة المتحدة - ) هو لاعب كرة قدم بريطاني في مركز الوسط. لعب مع نادي ريدنغ ونادي سلاو تاون وStaines Town F.C. ‏ وAshford Town (Middlesex) F.C. ‏ ووالتون وهرشام ‏ وWindsor & Eton F.C. (1892) ‏ وHyvinkään Palloseura ‏ وNurmijärven Jalkapalloseura ‏.

## وصلات خارجية
- ميك ميرفي على موقع قاعدة بيانات كرة القدم.إي يو (الإنجليزية)